# アスキーPC
『アスキーPC』は1998年4月創刊のアスキー・メディアワークス（旧アスキー）発行のパソコン月刊誌。2013年3月号(1月24日発売号)より旧雑誌名『アスキードットPC』から『アスキーPC』へと誌名を変更した。
ウィンドウズの操作やオフィス系ソフトの使い方などの解説記事、初心者向けの無料ソフトの紹介記事などを中心としており、比較的中高年齢層読者の支持が厚かった。
マスコットキャラクターに「ドットにゃん」がいる。

## 沿革
- 2008年1月号より特別付録がCD-ROMからDVD-ROMになった。
- 2013年3月号より誌名を『アスキーPC』に変更した。
- 2013年8月号（6月24日発売）をもって休刊した[1]。

## 関連雑誌
- アスキークラウド 2013年7月24日創刊
- 月刊ビジネスアスキー - 休刊
- MacPeople
- 週刊アスキー